# Ancylis acromochla
Ancylis acromochla is een vlinder uit de familie bladrollers (Tortricidae). De wetenschappelijke naam van de soort is, als Acroclita acromochla, voor het eerst geldig gepubliceerd in 1946 door Turner.

## Type
- holotype: "female"
- instituut: QMB, Brisbane, Queensland, Australië
- typelocatie: "Australia, Western Kalamundu"